# Fußball-Club Bayern München 1970-1971
Questa voce raccoglie le informazioni riguardanti il Fußball-Club Bayern München nelle competizioni ufficiali della stagione 1970-1971.

## Stagione
Quando questa stagione comincia Gerd Müller è fresco capocannoniere nei recenti Mondiali messicani, inoltre viene successivamente premiato con il Pallone d'oro. Il Bayern, al quale si sono da poco aggiunti anche Paul Breitner e Uli Hoeneß conclude il campionato al secondo posto, due punti dietro il Borussia Mönchengladbach: gli ultimi novanta minuti iniziano con le due squadre a pari punti, ma i bavaresi vengono sconfitti 2-0 dal Duisburg mentre i Puledri conquistano il titolo vincendo in casa dell'Eintracht Francoforte. I bavaresi conquistano comunque la quinta coppa di Germania sconfiggendo il Colonia ai tempi supplementari, mentre a livello internazionale arrivano ai quarti di finale della Coppa delle Fiere; sono qui eliminati dal Liverpool.

## Rosa
| N. |                      | Ruolo | Calciatore               |
| -- | -------------------- | ----- | ------------------------ |
|    | Germania (bandiera)  | P     | Sepp Maier               |
|    | Germania (bandiera)  | P     | Manfred Seifert          |
|    | Germania (bandiera)  | D     | Franz Beckenbauer        |
|    | Germania (bandiera)  | D     | Paul Breitner            |
|    | Danimarca (bandiera) | D     | Johnny Hansen            |
|    | Germania (bandiera)  | D     | Herward Koppenhöfer      |
|    | Germania (bandiera)  | D     | Peter Kupferschmidt      |
|    | Austria (bandiera)   | D     | Peter Pumm               |
|    | Germania (bandiera)  | D     | Hans-Georg Schwarzenbeck |

| N. |                     | Ruolo | Calciatore        |
| -- | ------------------- | ----- | ----------------- |
|    | Germania (bandiera) | C     | Uli Hoeneß        |
|    | Germania (bandiera) | C     | Franz Roth        |
|    | Germania (bandiera) | C     | Rainer Zobel      |
|    | Germania (bandiera) | A     | Dieter Brenninger |
|    | Germania (bandiera) | A     | Jürgen Ey         |
|    | Germania (bandiera) | A     | Karl-Heinz Mrosko |
|    | Germania (bandiera) | A     | Gerd Müller       |
|    | Germania (bandiera) | A     | Edgar Schneider   |

## Maglie e sponsor
|  | Casa |  | Trasferta |  |

## Organigramma societario
Area direttiva
- Presidente:  Wilhelm Neudecker

Area tecnica
- Allenatore: Udo Lattek
- Allenatore in seconda:
- Preparatore dei portieri:
- Preparatori atletici:

## Calciomercato

### Sessione estiva
| Acquisti | Acquisti        | Acquisti               | Acquisti |
| R.       | Nome            | da                     | Modalità |
| -------- | --------------- | ---------------------- | -------- |
| D        | Johnny Hansen   | Norimberga             |          |
| A        | Erich Maas      | Eintracht Braunschweig |          |
| A        | Edgar Schneider | 1. CfR Pforzheim       |          |
| C        | Rainer Zobel    | Hannover 96            |          |

| Cessioni | Cessioni         | Cessioni          | Cessioni |
| R.       | Nome             | a                 | Modalità |
| -------- | ---------------- | ----------------- | -------- |
| A        | Erich Maas       | Nantes            |          |
| C        | Klaus Klein      | Jahn Ratisbona    |          |
| A        | Günther Michl    | Norimberga        |          |
| C        | Helmut Nerlinger | Kickers Offenbach |          |
| C        | Rainer Ohlhauser | Grasshoppers      |          |
| D        | Werner Olk       | Aarau             |          |
| C        | Helmut Schmidt   | Kickers Offenbach |          |
| C        | August Starek    | Rapid Vienna      |          |

## Risultati

### Bundesliga

#### Girone di andata
| Arbitro: | Biwersi |

|               |           |            |
| Handschuh 24’ | Marcatori | 22’ Hansen |

| Arbitro: | Hennig |

|                |           |  |
| Brenninger 72’ | Marcatori |  |

| Dortmund 28 agosto 1970, ore 20:00 CET 3ª giornata | Borussia Dortmund | 0 – 0 referto | Bayern Monaco | Stadio Rote Erde (40 000 spett.)\| Arbitro: \| Horstmann \| |
| Arbitro:                                           | Horstmann         |               |               |                                                             |

| Arbitro: | Gabor |

|                    |           |                            |
| Roth 6’ Müller 37’ | Marcatori | 58’ Hohnhausen 65’ Lippens |

| Arbitro: | Redelfs |

|  |           |          |
|  | Marcatori | 63’ Roth |

| Arbitro: | Biwersi |

|                              |           |                                 |
| Schwarzenbeck 14’ Müller 74’ | Marcatori | 64’ (rig.) Sieloff 90’ Heynckes |

| Arbitro: | Köhler |

|            |           |                                          |
| Dörfel 26’ | Marcatori | 30’, 44’, 71’ Roth 42’ Müller 53’ Mrosko |

| Arbitro: | Fork |

|                                    |           |            |
| Mrosko 9’ Müller 20’ Roth 84’, 88’ | Marcatori | 54’ Keller |

| Arbitro: | Ohmsen |

|           |           |  |
| Braun 60’ | Marcatori |  |

| Arbitro: | Burgers |

|                                       |           |          |
| Brenninger 22’ Müller 49’, 78’ (rig.) | Marcatori | 87’ Vogt |

| Monaco di Baviera 10 ottobre 1970, ore 15:30 CET 11ª giornata | Bayern Monaco | 0 – 0 referto | Kickers Offenbach | Stadion an der Grünwalder Straße (22 000 spett.)\| Arbitro: \| Aldinger \| |
| Arbitro:                                                      | Aldinger      |               |                   |                                                                            |

| Arbitro: | Schäfer |

|  |           |                                        |
|  | Marcatori | 9’ Müller 27’, 76’ Brenninger 60’ Roth |

| Arbitro: | Schröck |

|                                             |           |  |
| Brenninger 38’ Mrosko 72’ Schwarzenbeck 79’ | Marcatori |  |

| Arbitro: | Basedow |

|  |           |                                    |
|  | Marcatori | 61’ Müller 75’ Roth 85’ Brenninger |

| Arbitro: | Eschweiler |

|                     |           |             |
| Roth 52’ Müller 59’ | Marcatori | 89’ Coordes |

| Arbitro: | Bonacker |

|                |           |            |
| Saborowski 82’ | Marcatori | 57’ Hoeneß |

| Arbitro: | Quindeau |

|                   |           |            |
| Pumm 24’ Roth 85’ | Marcatori | 26’ Linßen |

#### Girone di ritorno
| Arbitro: | Fuchs |

|            |           |  |
| Mrosko 65’ | Marcatori |  |

| Arbitro: | Eschweiler |

|                                |           |                                     |
| Gayer 19’, 47’ Horr 79’ (rig.) | Marcatori | 5’ Müller 24’ Brenninger 77’ Hoeneß |

| Arbitro: | Linn |

|                |           |               |
| Brenninger 57’ | Marcatori | 61’ Weinkauff |

| Arbitro: | Redelfs |

|                                 |           |           |
| Lippens 59’ Hohnhausen 65’, 67’ | Marcatori | 8’ Müller |

| Arbitro: | Schröck |

|                       |           |           |
| Müller 5’, 59’ (rig.) | Marcatori | 64’ Heese |

| Arbitro: | Herden |

|                                 |           |            |
| Netzer 37’ Fevre 56’ Laumen 83’ | Marcatori | 66’ Mrosko |

| Arbitro: | Hennig |

|                                                                       |           |                             |
| Hoeneß 15’ Müller 28’ (rig.), 42’, 50’ Beckenbauer 81’ Brenninger 90’ | Marcatori | 30’ (rig.) Zaczyk 51’ Beyer |

| Arbitro: | Biwersi |

|                       |           |                |
| Bertl 47’ Reimann 52’ | Marcatori | 43’, 88’ Zobel |

| Arbitro: | Horstmann |

|                           |           |  |
| Brenninger 20’ Müller 71’ | Marcatori |  |

| Arbitro: | Weyland |

|                     |           |            |
| Hošić 81’ Fuchs 84’ | Marcatori | 66’ Hoeneß |

| Arbitro: | Aldinger |

|                     |           |            |
| Bechtold 63’ (rig.) | Marcatori | 77’ Müller |

| Arbitro: | Quindeau |

|                                            |           |                          |
| Mrosko 19’ Müller 55’, 87’ Beckenbauer 62’ | Marcatori | 77’ Kobluhn 84’ Sühnholz |

| Arbitro: | Basedow |

|             |           |                                      |
| Fischer 11’ | Marcatori | 40’ Brenninger 48’ Mrosko 72’ Müller |

| Arbitro: | Schäfer |

|                                                                                     |           |  |
| Thielen 21’ (aut.) Breitner 41’ Schneider 51’, 72’ Hoeneß 78’ Müller 81’ Mrosko 84’ | Marcatori |  |

| Arbitro: | Kindervater |

|  |           |              |
|  | Marcatori | 52’ Breitner |

| Arbitro: | Hennig |

|                                                    |           |           |
| Beckenbauer 6’ Zobel 43’ Brenninger 50’ Hoeneß 84’ | Marcatori | 65’ Ulsaß |

| Arbitro: | Herden |

|                |           |  |
| Budde 55’, 69’ | Marcatori |  |

### Coppa di Germania
| Arbitro: | Schulenburg |

|                         |           |                 |
| Adler 20’ Maciossek 25’ | Marcatori | 23’, 39’ Müller |

| Arbitro: | Engel |

|                                 |           |  |
| Roth 23’, 33’ Dittel 44’ (aut.) | Marcatori |  |

| Arbitro: | Voß |

|                        |           |            |
| Koppenhöfer 60’ (aut.) | Marcatori | 55’ Müller |

| Arbitro: | Ohmsen |

|                                |           |  |
| Müller 18’, 20’, 55’, 72’, 86’ | Marcatori |  |

| Arbitro: | Redelfs |

|                                          |           |  |
| Zobel 40’ Mrosko 75’ Müller 85’ Roth 89’ | Marcatori |  |

| Arbitro: | Biwersi |

|  |           |            |
|  | Marcatori | 55’ Müller |

| Arbitro: | Biwersi |

|                                |           |          |
| Beckenbauer 53’ Schneider 102’ | Marcatori | 13’ Rupp |

### Coppa delle Fiere
| Arbitro: | van Gemert |

|                 |           |  |
| Beckenbauer 21’ | Marcatori |  |

| Arbitro: | Kamber |

|           |           |            |
| Stein 81’ | Marcatori | 80’ Müller |

| Arbitro: | Francescon |

|                                                              |           |         |
| Schneider 3’, 12’ Schwarzenbeck 15’ Müller 19’, 89’ Roth 75’ | Marcatori | 9’ Hunt |

| Arbitro: | Ríos |

|                         |           |            |
| Martin 35’ O'Rourke 85’ | Marcatori | 47’ Hoeneß |

| Arbitro: | Nunes |

|                          |           |               |
| Schneider 56’ Müller 88’ | Marcatori | 16’ Heijerman |

| Arbitro: | Jiménez |

|                |           |                      |
| Kristensen 32’ | Marcatori | 23’, 40’, 66’ Müller |

| Arbitro: | Geluck |

|                     |           |  |
| Evans 30’, 50’, 73’ | Marcatori |  |

| Arbitro: | Wurtz |

|               |           |          |
| Schneider 77’ | Marcatori | 74’ Ross |

## Statistiche

### Statistiche di squadra
| Competizione      | Punti | In casa | In casa | In casa | In casa | In casa | In casa | In trasferta | In trasferta | In trasferta | In trasferta | In trasferta | In trasferta | Totale | Totale | Totale | Totale | Totale | Totale | DR  |
| Competizione      | Punti | G       | V       | N       | P       | Gf      | Gs      | G            | V            | N            | P            | Gf           | Gs           | G      | V      | N      | P      | Gf     | Gs     | DR  |
| ----------------- | ----- | ------- | ------- | ------- | ------- | ------- | ------- | ------------ | ------------ | ------------ | ------------ | ------------ | ------------ | ------ | ------ | ------ | ------ | ------ | ------ | --- |
| Bundesliga        | 48    | 17      | 13      | 4       | 0       | 46      | 15      | 17           | 6            | 6            | 5            | 28           | 21           | 34     | 19     | 10     | 5      | 74     | 36     | +38 |
| Coppa di Germania | -     | 4       | 4       | 0       | 0       | 14      | 1       | 3            | 1            | 2            | 0            | 4            | 3            | 7      | 5      | 2      | 0      | 18     | 4      | +14 |
| Coppa delle Fiere | -     | 4       | 3       | 1       | 0       | 10      | 3       | 4            | 1            | 1            | 2            | 5            | 7            | 8      | 4      | 2      | 2      | 15     | 10     | +5  |
| Totale            | 48    | 25      | 20      | 5       | 0       | 70      | 19      | 24           | 8            | 9            | 7            | 37           | 31           | 49     | 28     | 14     | 7      | 107    | 50     | +57 |

### Andamento in campionato
| Giornata  | 1 | 2 | 3 | 4 | 5 | 6 | 7 | 8 | 9 | 10 | 11 | 12 | 13 | 14 | 15 | 16 | 17 | 18 | 19 | 20 | 21 | 22 | 23 | 24 | 25 | 26 | 27 | 28 | 29 | 30 | 31 | 32 | 33 | 34 |
| --------- | - | - | - | - | - | - | - | - | - | -- | -- | -- | -- | -- | -- | -- | -- | -- | -- | -- | -- | -- | -- | -- | -- | -- | -- | -- | -- | -- | -- | -- | -- | -- |
| Luogo     | T | C | T | C | T | C | T | C | T | C  | C  | T  | C  | T  | C  | T  | C  | C  | T  | C  | T  | C  | T  | C  | T  | C  | T  | T  | C  | T  | C  | T  | C  | T  |
| Risultato | N | V | N | N | V | N | V | V | P | V  | N  | V  | V  | V  | V  | N  | V  | V  | N  | N  | P  | V  | P  | V  | N  | V  | P  | N  | V  | V  | V  | V  | V  | P  |
| Posizione | 9 | 6 | 9 | 8 | 5 | 6 | 3 | 2 | 3 | 2  | 2  | 2  | 2  | 1  | 1  | 1  | 1  | 1  | 2  | 2  | 2  | 2  | 2  | 2  | 2  | 2  | 2  | 2  | 2  | 2  | 2  | 2  | 1  | 2  |

Legenda:

Luogo: C = Casa; T = Trasferta. Risultato: V = Vittoria; N = Pareggio; P = Sconfitta.

### Statistiche dei giocatori
| Giocatore        | Bundesliga | Bundesliga | Bundesliga  | Bundesliga | Coppa di Germania | Coppa di Germania | Coppa di Germania | Coppa di Germania | Coppa delle Fiere | Coppa delle Fiere | Coppa delle Fiere | Coppa delle Fiere | Totale   | Totale | Totale      | Totale     |
| Giocatore        | Presenze   | Reti       | Ammonizioni | Espulsioni | Presenze          | Reti              | Ammonizioni       | Espulsioni        | Presenze          | Reti              | Ammonizioni       | Espulsioni        | Presenze | Reti   | Ammonizioni | Espulsioni |
| ---------------- | ---------- | ---------- | ----------- | ---------- | ----------------- | ----------------- | ----------------- | ----------------- | ----------------- | ----------------- | ----------------- | ----------------- | -------- | ------ | ----------- | ---------- |
| F. Beckenbauer   | 33         | 3          | 0           | 0          | 7                 | 1                 | 0                 | 0                 | 8                 | 1                 | 0                 | 0                 | 48       | 5      | 0           | 0          |
| P. Breitner      | 21         | 2          | 0           | 0          | 5                 | 0                 | 0                 | 0                 | 4                 | 0                 | 0                 | 0                 | 30       | 2      | 0           | 0          |
| D. Brenninger    | 31         | 12         | 0           | 0          | 6                 | 0                 | 0                 | 0                 | 8                 | 0                 | 0                 | 0                 | 45       | 12     | 0           | 0          |
| J. Ey            | 1          | 0          | 0           | 0          | 0                 | 0                 | 0                 | 0                 | 1                 | 0                 | 0                 | 0                 | 2        | 0      | 0           | 0          |
| J. Hansen        | 30         | 1          | 0           | 0          | 6                 | 0                 | 0                 | 0                 | 7                 | 0                 | 0                 | 0                 | 43       | 1      | 0           | 0          |
| U. Hoeneß        | 31         | 6          | 0           | 0          | 6                 | 0                 | 0                 | 0                 | 6                 | 1                 | 0                 | 0                 | 43       | 7      | 0           | 0          |
| H. Koppenhöfer   | 28         | 0          | 0           | 0          | 7                 | 0                 | 0                 | 1                 | 7                 | 0                 | 0                 | 0                 | 42       | 0      | 0           | 1          |
| P. Kupferschmidt | 0          | 0          | 0           | 0          | 0                 | 0                 | 0                 | 0                 | 3                 | 0                 | 0                 | 0                 | 3        | 0      | 0           | 0          |
| E. Maas          | 6          | 0          | 0           | 0          | 0                 | 0                 | 0                 | 0                 | 0                 | 0                 | 0                 | 0                 | 6        | 0      | 0           | 0          |
| S. Maier         | 34         | 0          | 0           | 0          | 7                 | 0                 | 0                 | 0                 | 8                 | 0                 | 0                 | 0                 | 49       | 0      | 0           | 0          |
| K. Mrosko        | 31         | 8          | 0           | 0          | 6                 | 1                 | 0                 | 0                 | 7                 | 0                 | 0                 | 0                 | 44       | 9      | 0           | 0          |
| G. Müller        | 32         | 22         | 0           | 0          | 7                 | 10                | 0                 | 0                 | 8                 | 7                 | 0                 | 0                 | 47       | 39     | 0           | 0          |
| P. Pumm          | 23         | 1          | 0           | 0          | 3                 | 0                 | 0                 | 0                 | 4                 | 0                 | 0                 | 0                 | 30       | 1      | 0           | 0          |
| F. Roth          | 27         | 11         | 0           | 1          | 6                 | 3                 | 0                 | 0                 | 7                 | 1                 | 0                 | 0                 | 40       | 15     | 0           | 1          |
| E. Schneider     | 20         | 2          | 0           | 0          | 6                 | 1                 | 0                 | 0                 | 5                 | 4                 | 0                 | 0                 | 31       | 7      | 0           | 0          |
| G. Schwarzenbeck | 29         | 2          | 0           | 0          | 7                 | 0                 | 0                 | 0                 | 7                 | 1                 | 0                 | 0                 | 43       | 3      | 0           | 0          |
| M. Seifert       | 1          | 0          | 0           | 0          | 0                 | 0                 | 0                 | 0                 | 0                 | 0                 | 0                 | 0                 | 1        | 0      | 0           | 0          |
| R. Zobel         | 34         | 3          | 0           | 0          | 6                 | 1                 | 0                 | 0                 | 8                 | 0                 | 0                 | 0                 | 48       | 4      | 0           | 0          |